# Guerino di Tolosa
Guerino, Guerin, Warin in francese, Guerí in catalano e Guarnarius o Werinus in latino (IX secolo – forse 918), fu conte d'Autun e Tolosa.

## Origine
Era figlio di Bernardo III di Tolosa Conte di Tolosa, e Ermengarda (marchesi d'Aquitania), figlia di Bernardo I d'Alvernia. E presunto nipote di Guerino di Provenza.

## Biografia
Warin o Guerino, citato in due documenti in cui si accenna a donazioni fatte al nipote, Alfredo, nell'ottobre del 927.
Alfredo d'Aquitania fu anche abate laico dell'abbazia di Saint-Julien de Brioude, come risulta da un documento dell'abbazia stessa, datato 11 ottobre 927, per una donazione allo stesso monastero, intercedendo per le anime dei genitori, degli zii e del fratello, Guglielmo e Guerino ed anche per il fratello minore Bernardo.
Nel documento del 2 ottobre del 927, un'altra donazione di Guglielmo e Guerino dell'abbazia di Cluny al nipote. Alfredo succedette al padre Alfredo I di Carcassonne nell'886 come marchese e conte di Gothia.
Nessun altro riferimento a Warin finora è stato trovato. Deve essere morto prima del nipote Bernardo III d'Alvernia.

## Discendenza
Di Warin o Guerino non si hanno notizie di un'eventuale moglie e non si conosce alcuna discendenza.